# Nikolaï Chkot
Nikolaï Iakovlevitch Chkot (russe : Никола́й Я́ковлевич Шкот, né en 1829 dans le Gouvernement de Kostroma et mort en 1870 à Saint-Pétersbourg) était un vétéran du siège de Sébastopol pendant la guerre de Crimée durant laquelle il est grièvement blessé. Il est le frère du vice-amiral Pavel Chkot (ru).
Après la guerre, il commande la corvette America et le transport de troupes Iaponets dans l'Extrême-Orient. L'expédition contribua aux découvertes géographiques sur les côtes de l'actuel kraï du Primorie (golfe de Pierre-le-Grand, baie de Nakhodka…) et de l'île Sakhaline (île Moneron). Il est l'un des fondateurs de Vladivostok et du poste hydrographique à l'origine de la ville de Nakhodka.
Il obtient le grade de capitaine en 1868. Il meurt à Saint-Pétersbourg après une longue maladie.
Une île (ru) de la mer du Japon, une péninsule de Vladivostok, un cap de la baie d'Olga, ainsi que le village de Chkotovo et le fleuve Chkotovka (ru) dans la sud du Kraï du Primorie, ont été nommés en son honneur.